# Маріно Маріні

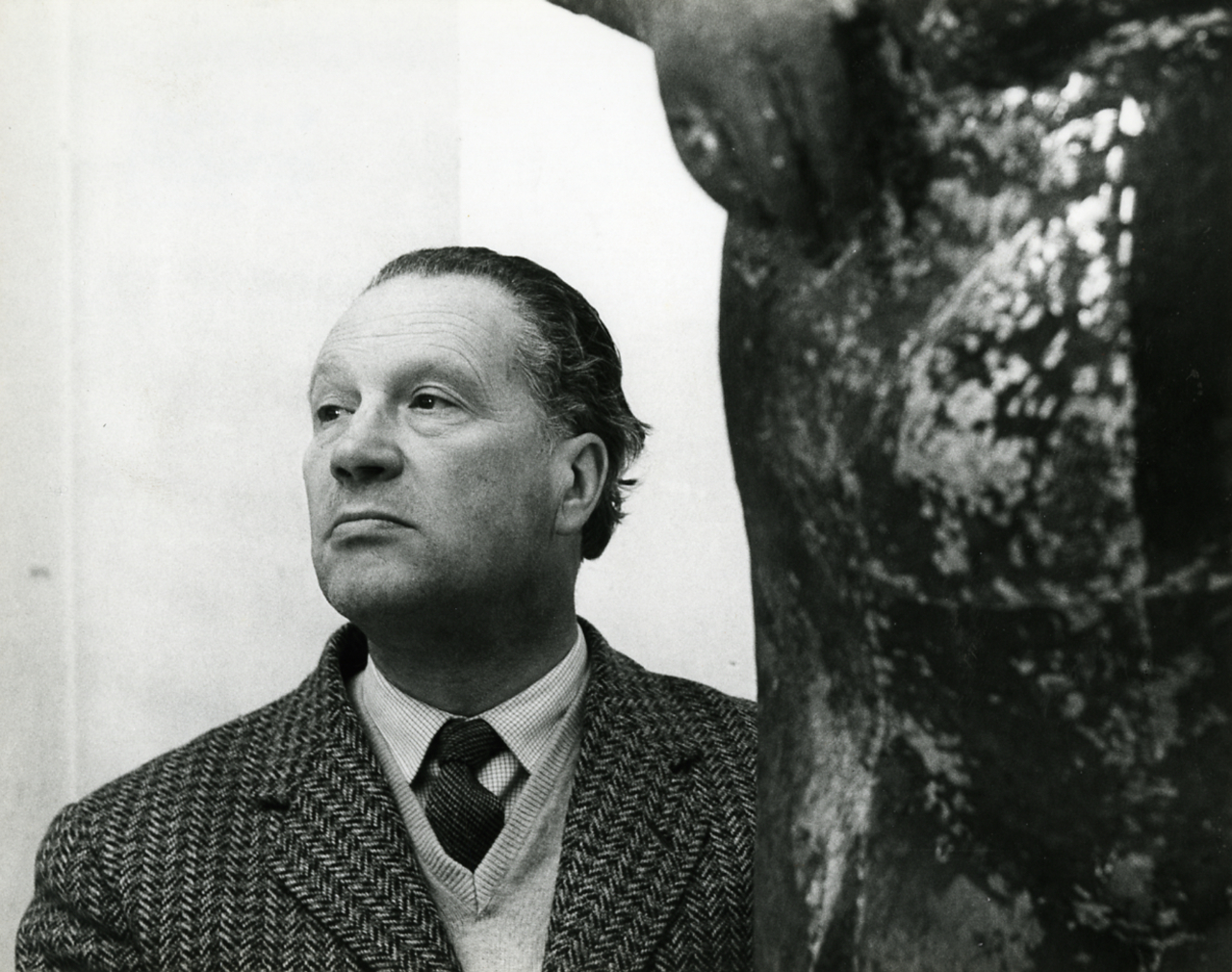
Фото Паоло Монті, 1958.

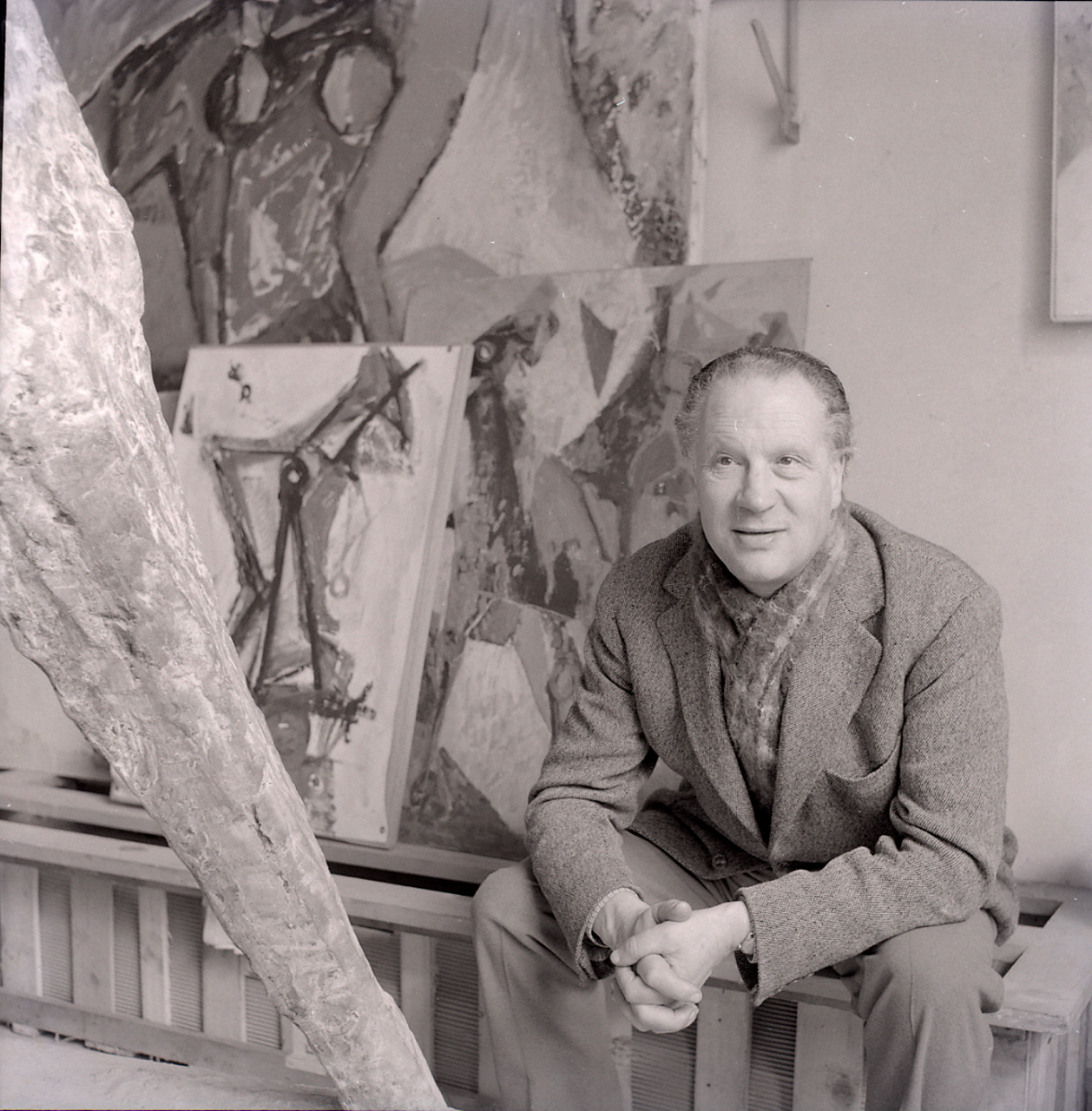
Фото Паоло Монті, 1963.

Маріно Маріні (італ. Marino Marini, 27 лютого 1901, Пістоя — 6 серпня 1980, В'яреджо) — італійський скульптор, живописець і графік.

## Біографія
Навчався в Академії мистецтв Флоренції у Доменіко Трентакосте. До 1928 року займався живописом і малюнком. У 1929–1940 роках викладав малюнок у художній школі на віллі Реале у Монці. З цього часу приступив до роботи у скульптурі, з якою не розлучався до кінця життя. Наприкінці 1930-х років багато подорожував по Європі, відвідавши кілька разів Париж, а також Німеччину, Нідерланди, Англію. З початком Другої світової війни переселився до Швейцарії, де познайомився з Альберто Джакометті, Жермен Рішье, Гансом Арпом. Після закінчення війни повернувся у Мілан, продовживши викладання скульптури в Академії Брера, розпочате ще у 1940 році.

## Творчість
Пластика Маріні насичена історичними ремінісценціями у широкому діапазоні — від архаїки до сучасних авангардних напрямів. Мотиви, почерпнуті з мистецтва етрусків, Стародавнього Єгипту, Криту і Риму, європейського Середньовіччя і Ренесансу, народної іграшки та театру маріонеток, експресіонізму та кубізму, синтезуються в універсальних, позачасових образах. Рання скульптура Народ (1929, Мілан, Музей Маріно Маріні), фактично парний портрет сучасників, співвідноситься з композиційними канонами етруських саркофагів. Важкі форми первісних ідолів проєктуються на пластику Майоля (Помона, 1941, Мілан, Музей Маріно Маріні; Танцівниця, 1949, Дуйсбург, Музей Вільгельма Лембрука). Фігури акробатів і акторів, що імітують археологічні знахідки, наче звертаються до глядача з далекої давнини, з ритуальних витоків народного театру (Жонглер, 1938, Ганновер, Міська галерея; Акробати й жонглери, 1953—1954, Мілан, приватне зібрання). Портретні образи Маріні відрізняються жорстким реалізмом римських портретів (Автопортрет, 1934, Рим, Національна галерея сучасного мистецтва; Лукозіус, 1935, Ігор Стравінський, 1951, обидві — Мілан, Музей Маріно Маріні; Карло Карра, 1946, приватне зібрання). Статуї, виконані у бронзі та дереві, найчастіше поліхромні. Фарба, покладена окремими плямами, посилює враження давнини дерев'яних скульптур, з їх нерівними поверхнями, тріщинами й «випадковими» відколами.
Постійна тема Маріні — вершник на коні. Цей мотив розроблявся ним у різних тематичних і формальних версіях — від традиційного варіанту, що виходить від класичного кінного пам'ятника (Вершник, 1946, Мілан, Музей Маріно Маріні; Вершник, 1947, Лондон, галерея Тейт; Вершник, 1947, Нью-Йорк, Музей сучасного мистецтва) до експресивної серії Диво, де падаючий кінь і людина, намагається піднятися по його спині, викликають спогади про євангельський сюжет звернення Савла (Диво, 1955, Базель, Художній музей).
Розквіт творчості Маріні припадає на 1950-ті роки, коли він отримав світове визнання, ставши лауреатом декількох почесних премій. Монументальні статуї, виконані за його моделями, прикрасили площі Роттердама, Брюсселя, Антверпена. Одна з версій Дива була встановлена у дворі Музею сучасного мистецтва в Нью-Йорку. У 1959 році скульптор виконав пам'ятник жертвам війни для міста Айя.